# Heimkehrer-Gedächtnismal

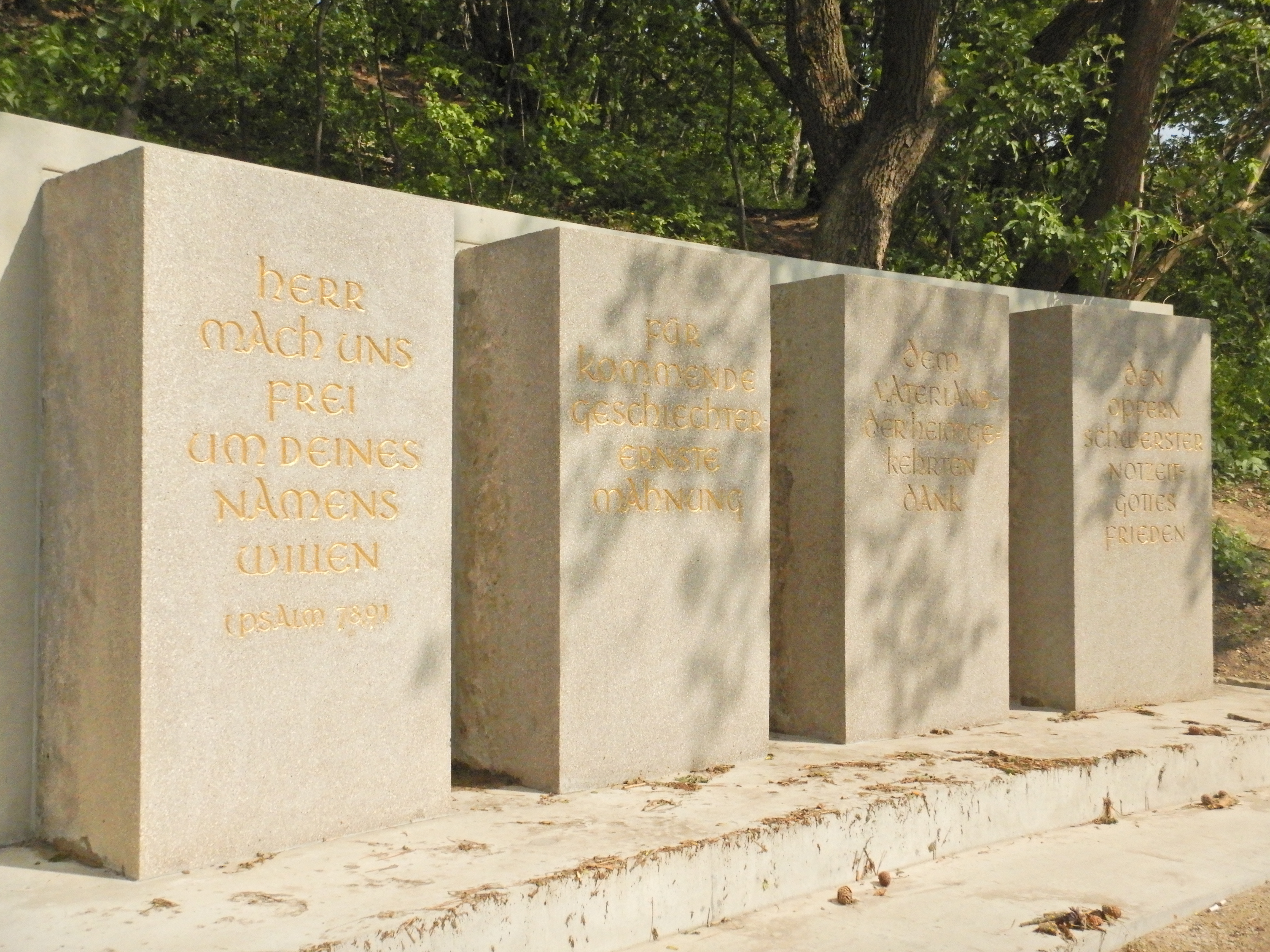
Heimkehrer-Gedächtnismal, 2019

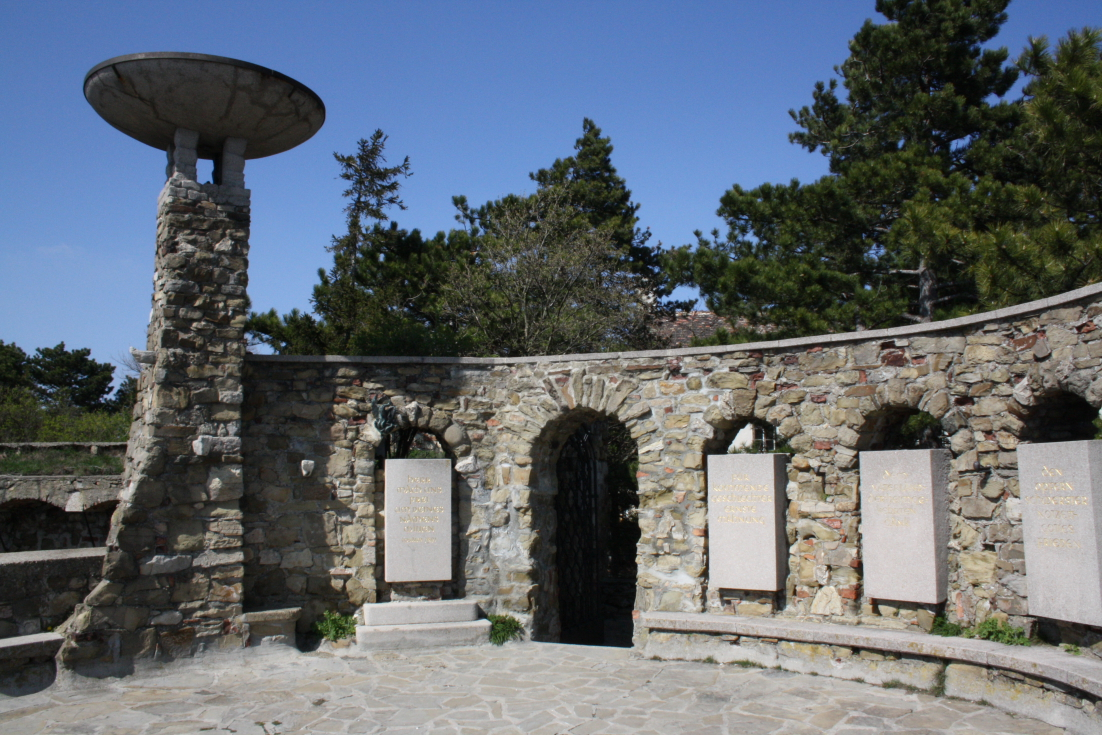
Heimkehrer-Gedächtnismal, 2010

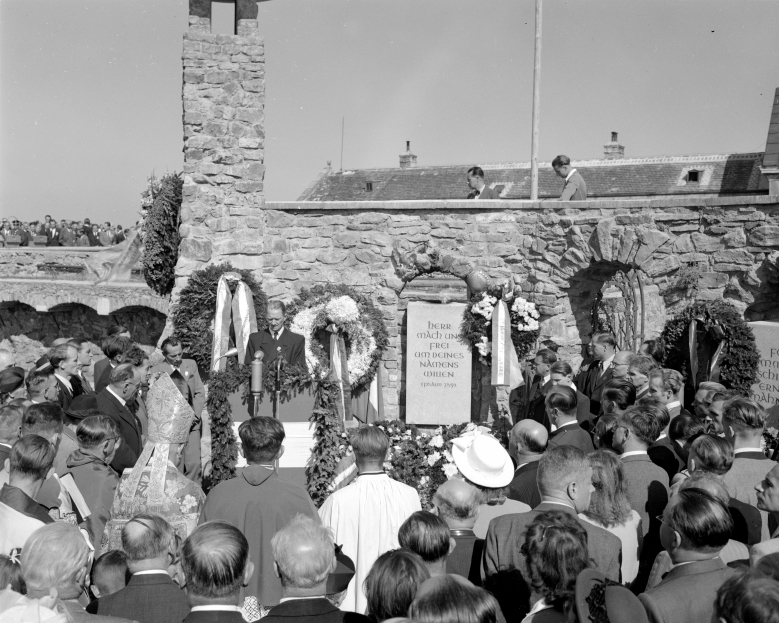
Enthüllung am 12. September 1948

Das Heimkehrer-Gedächtnismal auf dem Leopoldsberg in Wien wurde im „Gedenken an die mehr als 200.000 Kriegsgefangenen und Verschleppten, die in fremder Erde ruhen“ 1948 errichtet.
Geschaffen wurde das Gedächtnismal vom italienisch-österreichischen Bildhauer Mario Petrucci auf Initiative von Bundeskanzler Leopold Figl. Die Grundsteinlegung erfolgte am 4. August 1948 und die Enthüllung fand am 12. September 1948 statt. 1983 wurde die Gedenktafel beim Aufgang zum Gedächtnismal angebracht.
Errichtet wurde es auf dem Fundament eines „Wehrturms“ der ehemaligen Burg am Kahlenberg. Es bestand aus einem ringförmigen Mauersegment mit vier Nischen, in denen vier Tafeln mit Inschriften angebracht waren, sowie einem sich verjüngenden rechteckigen Pylon mit einer Opferschale als Abschluss, die früher befeuerbar war.
2018 wurden die vier Tafeln in reduzierter Form an einem etwas versetzten Standort neu aufgestellt, nachdem das Burgensemble jahrelang nicht zugänglich war. Die schlichte und bezugslose Form, in der die Tafeln nunmehr präsentiert werden, stieß nicht auf allgemeine Zustimmung.